# The Spectator
 For alternative betydninger, se The Spectator (flertydig). (Se også artikler, som begynder med The Spectator)
The Spectator er et britisk ugemagasin om politik, kultur og aktuelle anliggender. Tidsskriftet blev udgivet første gang i juli 1828, hvilket gør det til det ældste overlevende ugeblad i verden.
Det ejes af Frederick Barclay, der også ejer avisen The Daily Telegraph. The Spectators vigtigste fagområder er politik og kultur. Bladet er politisk konservativt. Sideløbende med essays, kronikker og indslag om aktuelle emner, indeholder magasinet også kunstsider om bøger, musik, opera, film og tv-anmeldelser. I 2021 havde tidsskriftet et gennemsnitligt oplag på 102.212.
Redaktionen af The Spectator har ofte været et skridt på stigen til højt embede i det konservative parti i Storbritannien. Tidligere redaktører inkluderer Boris Johnson (1999-2005) og andre tidligere kabinetsmedlemmer Ian Gilmour (1954-1959), Iain Macleod (1963-1965) og Nigel Lawson (1966-1970). Siden 2009 har bladets redaktør været journalist Fraser Nelson.
The Spectator er siden 2008 udgivet i en særlig australsk udgave, The Spectator Australia og i 2018 blev Spectator US lanceret som et websted og i oktober 2019 blev magasinet tillige udgivet på print i USA.
I 2020 blev The Spectator både det længstlevende aktualitetsmagasin i historien og det første magasin nogensinde til at udgive 10.000 numre.